# Edmundo Manzotti
Edmundo "Pirulí" Manzotti fue un futbolista argentino que jugó de interior y extremo. Llegó al Club León por gestiones de José María Casullo, entonces Director Técnico. 
Formó parte del Campeonísimo León.

## Palmarés
| Título                     | Club       | País   | Año     |
| -------------------------- | ---------- | ------ | ------- |
| Primera División de México | Club León  | México | 1947-48 |
| Campeón de Campeones       | Club León  | México | 1947-48 |
| Primera División de México | Club León  | México | 1948-49 |
| Copa México                | Club León  | México | 1949    |
| Campeón de Campeones       | Club León  | México | 1949    |
| Copa México                | Club Atlas | México | 1950    |
| Campeón de Campeones       | Club Atlas | México | 1950    |
| Primera División de México | Club Atlas | México | 1950-51 |
| Campeón de Campeones       | Club Atlas | México | 1950-51 |